# Ronald Kitaj
Ronald B. Kitaj (Chagrin Falls, Ohio, 29 de octubre de 1932 - Los Ángeles, 21 de octubre de 2007) fue un pintor de estilo pop art, de origen estadounidense y pasó gran parte de su vida en Inglaterra.

## Biografía
Judío estadounidense, estudió en la universidad Cooper Union en Nueva York en 1950. Trabajó de marino mercante en América del Sur y el Caribe. Pronto recaló en Europa, en la ciudad de Viena, donde continuaría sus estudios, para pasar posteriormente por el Royal College of Art de Londres, y desde ese momento Londres se convertiría en su residencia por antonomasia. 
Estuvo en la Ruskin School of Drawing and Fine Arts de Oxford y en el Royal College of Art. Allí entró en contacto con la corriente del pop art británico, conociendo a artistas como David Hockney, Peter Phillips o Allen Jones. Además de ellos, colaboró con Derek Boshier y Caufield en hacer de Londres el centro del pop art europeo. Pasó largas temporadas en España (San Feliú de Guixols) y otros países, detrás de una iconografía que él creía redescubrir (Julio Romero de Torres, Francis Picabia). 
En 1953 se casó con Elsi Roessler, y de ese primer matrimonio nacieron 2 hijos, siendo uno de ellos el guionista Lem Dobbs. Su mujer se suicidó en 1969. Se volvió a casar, en 1983, con Sandra Fisher; tuvieron un hijo llamado Max que falleció en 1994. Ronald Kitaj sobrevivió a un ataque al corazón padecido en 1990. Falleció días antes de cumplir los setenta y cinco años.

## Trayectoria
Ronald B. Kitaj se dedicó al dibujo desde muy pequeño y sus primeros trabajos estuvieron ligados al mundo del mar. En 1950 se enroló en un carguero noruego y navegó a Sudamérica, y en 1951, tras obtener su licencia de marinero, se embarcó en varios petroleros con los que viajó a Venezuela y al Caribe. Durante su estancia en Europa, en 1951, visitó París y Viena, donde estudió en la Akademie der Bildenden Künste austriaca y, más tarde, en la Ruskin School of Drawing and Fine Arts de Oxford. En 1960 entró en el Royal College of Art de Londres y conoció a David Hockney, al escultor Eduardo Paolozzi y a Chris Prater, con quien hizo numerosos trabajos de serigrafía. Poco a poco se fue convirtiendo en un importante protagonista de la escena artística londinense. Su relación con el arte pop tiene su reflejo en su pintura de ese momento, en la que introduce collages de imágenes y textos. En 1963, su primera exposición individual, celebrada en la Marlborough Gallery de Londres, le puso en contacto con otros pintores figurativos como Francis Bacon, Lucian Freud, Michael Andrews y Frank Auerbach.
En 1967 trabajó como profesor invitado en la Universidad de California en Berkeley. Allí se hizo amigo del pintor Robert Creeley y del poeta Robert Duncan. En 1969 se trasladó a la Universidad de Los Ángeles y pintó los retratos de numerosos directores de cine de Hollywood, en donde residió hasta 1971, año en que regresó a Londres. En la Hayward Gallery de la capital británica organizó, en 1976, la controvertida exposición dedicada al arte figurativo The Human Clay, con la que el artista pretendía criticar la deshumanización y la esterilidad del arte del momento. En 1994 se celebró una importante retrospectiva suya en la Tate Gallery de Londres que provocó cierto rechazo en la crítica. El pintor achacó a los críticos la prematura muerte de su segunda mujer, que falleció en esos días por un infarto cerebral.
Su pintura se mantuvo dentro de una figuración de contenido literario y siempre se sintió interesado por la obra de Degas, Cézanne y los postimpresionistas. En los últimos años de su vida, la influencia de sus amigos los escritores Philip Roth y Aharon Appelfeld le llevó a centrarse en temas judíos.

## Pintura
La imaginería de Kitaj gira alrededor de las figuras humanas, de sus atuendos, de los objetos que le pertenecen y de los paisajes civilizados que le rodean. Kitaj pertenece al grupo de pintores ingleses que desde Stanley Spencer hasta Lucian Freud, Francis Bacon, David Hockney o John Davies, se han mantenido fieles a la representación figurativa del hombre. De este modo también, debe su fidelidad a la sistemática utilización del retrato.
Las imágenes de Kitaj se reconocen con familiaridad por la trama ideológica que las articula, pero también por el poder pictórico que el propio artista posee. Este poder es el de resolver sus ideas en la pintura con maestría, expresión, e impregnación de color. La inclinación cartelista de sus obras, la síntesis, lo chocante, son algunas de las cartas que juega en sus cuadros.
Observamos en la obra de Kitaj la conjunción de elementos antagónicos para crear debates abstractos a través de escenas intimistas, y reflexionar sobre conflictos colectivos a través de un hombre concreto en un lugar concreto, o de conjuntos insólitos de personajes en actitudes y lugares comunes, componiendo escenas verosímiles cotidianas para revelar su abstrusa meditación.
La pintura de Kitaj pertenece a su tiempo, por su dedicación al arte político y sus preocupaciones morales. La historia que describe sucede en el hombre interior, y ésta opera como acontecimiento sobre lo individual, desarrollando una intimidad que adquiere significados amplios hacia concepciones totalizadoras.
R.B Kitaj dio comienzo a su fascinación por las tierras lejanas y las culturas extranjeras que condicionarían su pintura, cuando en 1949 zarpó como mercante marino. No sólo sus viajes se convirtieron en influencias formativas, pues también el hábito sistemático que adquirió a bordo de ese barco sería lo que tantos elementos aportaría después a su obra.
Siendo estudiante de la Royal College of Art de Londres (1959-1961) se encontró con el nacimiento del pop británico. Kitaj nunca se sintió bien dentro de esta corriente, ya que su pintura estaba arraigada a la historia y no a la cultura contemporánea que caracterizó al pop. Ya entonces sus obras empezaban a caracterizarse con las obras que se darían en su madurez. Obras con múltiples capas de significado, complejas, cifradas, y llenas de referencias iconográficas, literarias e intelectuales que a menudo pasaban de la esfera personal a la esotérica.
Su visita a España, con veinte años, fue uno de los pilares que le ayudaron a desarrollar esa concepción de la pintura. Antes de su visita Kitaj ya había oído hablar sobre la guerra civil española gracias a su madre y sus amistades.
«España significaba mucho para mí; su guerra civil contra el fascismo me parecía un hecho tremendamente romántico. […] Me sentía muy emocionado al viajar por esa tierra vencida. El valle del Jarama, Brunete, el Ebro, aquellos lugares que sólo conocía por las fábulas y las canciones de la izquierda, por Woody Guthrie y por Hemingway».
En 1962 comenzaría a visitar durantes largas temporadas, Cataluña y más concretamente el pueblo de Sant Feliu donde en 1972 compró una casa, de manera que viajaría de forma intermitente a lo largo de la década siguiente. La hispanista (Nissa Torrents) [The hispanist (Nissa Torrents)], 1977-7. Este retrato perteneciente a una serie de retratos de una sola figura, todos realizados sobre lienzos de las mismas dimensiones alargadas, muestra a personajes reales e imaginarios que para Kitaj encarnaban una idea de exilio o desplazamiento. Este retrato se puede considerar como el fin de los temas españoles dentro de su pintura. A partir de 1980, tras su primera visita a Israel, decidió buscar su propia identidad dentro del judaísmo y no a través de otras culturas.
En 1974 comenzó a usar el pastel, técnica utilizada por última vez con fines expresivos por Edgar Degas. La combinación del dibujo y pintura que le proporcionaba la técnica, desembocó en un periodo de dibujo intenso. Como resultado encontramos dibujos intimistas, realizados a amigos y familiares en su casa de Sant Feliu.
Se aprecia influència española en obras como La manta verde, donde aparece retratado junto a su esposa, fielmente basado en el cuadro de Goya Autorretrato con el doctor Arrieta (1820). Encontramos este apropiacionismo en cuadros como Amerika (Béisbol) (1983-84) inspirado en el cuadro de Velásquez Caza real del jabalí. 
En 1982 tras un año de estancia en París junto a su pareja por aquel entonces Sandra Fisher, regresó a Londres habiendo tomado las decisiones de vender su casa de Sant Feliu, que apenas visitaba, y casarse, un año después nació el primer hijo de la pareja, Max. Así comenzó una nueva etapa como pintor en Londres para Kitaj, donde su temática se volvió más íntima y profunda, muchas veces volcada en temas judíos y caracterizada por un trazo más pictórico, con una técnica más espontánea y expresión en el gesto. Una década después, la gran retrospectiva en la Tate Gallery de Londres lo cambió todo. 
Kitaj fue admirado por la llamada escuela de Londres –Francis Bacon, Lucian Freud, Frank Auerbach, Leon Kossoff y Michael Andrews- y con otros grandes autores como David Hockney, Peter Blake y Richard Hamilton. A pesar de ello, la crítica estaba dividida desde su primera exposición individual en 1963. Su franqueza respecto al arte y otros temas provocaron malestares y crearon enemigos dentro de la crítica para Kitaj, los cuales lanzaban ataques contra el artista.
La retrospectiva celebrada en la Tate Gallery, debía de ser la consagración del pintor, pero un pequeño grupo de críticos londinenses atacó desmesuradamente a Kitaj, haciéndolo en lo personal con el propósito de poner fin a su reputación. «Quienes desde antiguo admirábamos el arte de Kitaj sabíamos que tenía viejos enemigos en el mundo del arte británico y suponíamos que iba a sufrir algún ataque, pero ni siquiera los más pesimistas de nosotros podíamos haber anticipado ese desdén absoluto hacia el talento de un artista tan extraordinario».
Tras las críticas su reputación sobrevivió, y ganó el León de Oro en la categoría de pintura en la Bienal de Venecia, y vendió muchas obras a museos y recibió doctorados honoríficos. Aun así Kitaj perdió a su esposa, Sandra Fisher, dos semanas después de las malintencionadas críticas de manos de los críticos ingleses. Tras los sucesos acontecidos abandonó Londres para volver a Los Ángeles. Desde entonces el tema pictórico de Kitaj, fue su mujer, la cual prevaleció junto a él en sus obras.

## Cronología
- 1932

Nace en Cleveland, Ohio, el 29 de octubre. Se educa con su madre, Jeanne Brooks, y con su padrastro vienés, el doctor Walter Kitaj. 
- 1949 – 1954

Trabaja esporádicamente en la marina mercante, inicialmente en un carguero de bandera noruega, y viaja sobre todo a puertos caribeños y sudamericanos.
- 1950

Comienza a estudiar arte en la Cooper Union Institute de Nueva York, donde se inicia en el campo del dibujo del natural con Sydney Delevante. 
- 1951

Primer viaje a Europa. Cursa el año académico 1951-52 en la Akademie der Bildenden Künste de Viena, con Albert Paris von Gütersloh y Fritz Wotruba. Conoce a su compatriota Elsi Roessler, estudiante en la universidad de Viena, con quien se casará en Nueva York en 1953.
- 1952

Segundo año de estudios en el Cooper Union Institute.
- 1953
- Regresa a Viena con Elsi, y la pareja empieza a recorrer Europa. Primera visita a España, donde pasará el siguiente invierno pintando en el puerto catalán de Sant Feliu de Guíxols.
- 1956 – 1957

Es reclutado por el ejército estadounidense y enviado a Europa, primero a Damstadt y posteriormente a Fointenebleau, como miembro de la división AFCE HQ (Fuerzas Armadas de Europa Central ) del Ejército Estadounidense de Ocupación.
- 1957 – 1959

A finales de 1957 se traslada a Oxford para ingresar en la Ruskin School of Drawing and Fine Art, perteneciente a la universidad de Oxford, bajo las condiciones establecidas en el reglamento estadounidense.
- 1958

Nace su primer hijo, Lem.
- 1951 – 1961

Cursa sus estudios de postgrado en el Royal College of Art de Londres, donde tiene por compañero, entre otros, a David Hochney, quien se convertirá en uno de sus amigos más fieles a lo largo de los años.
- 1962 – 1965

Da clases en la Camberwell School of Arts & Crafts y en la Slade School of Fine Arts de Londres.
- 1963

Primera exposición individual (Marlborough Fine Art, Londres)
- 1964

La pareja adopta a una hija, Dominie.
- 1965

Visita los Estados Unidos por primera vez en nueve años, con motivo de su primera exposición individual en la Marlborough- Gershon Gallery de Nueva York. Primera exposición en un museo, organizada por el Los Angeles County Museum of Art.
- 1967 – 1968

Enseña en la Universidad de California en Berkeley.
- 1969

Muere su mujer Elsi.
- 1970

Retrospectiva en la Kestner-Gesellschaft de Hanover, que luego viaja al boymans Van Beuningen Museum de Róterdam.
- 1970 – 1971

Es profesor en la Universidad de California en Los Ángeles. Conoce a la pintora americana Sandra Fisher, con quien coincide de nuevo en Londres en *1972. Deciden vivir juntos, y se casan en 1983.
- 1972

Compran una casa en Sant Feliu, donde pasan algunas temporadas hasta venderla a finales de los setenta.
- 1975

Visita Gernika con sus hijos y Sandra Fisher. 
- 1976

The Human Clay, exposición comisariada por Kitaj en la Hayward Gallery of Londres, desencadena un polémico debate en torno al arte figurativo e introduce el concepto de la “Escuela de Londres”.
- 1978 - 1979

Artista residente en Darthmouth College,  New Hampshire. Tras este period se instala con su familia en Nueva York durante un año, en el distrito de Greenwick Village.
- 1980

Es seleccionado como comisario de la exposición The Artist’s Eye, en la National Gallery de Londres. Primera visita a Israel en un momento en que empieza a consolidarse la realidad entre su identidad judía y su pintura.
- 1981 - 1982

Exposición retrospectiva itinerante organizada por el Hirshhorn Museum and Sculpture Garden de Washington, que viaja después al Cleveland Museum y a la Kunsthalle Düsseldorf.
- 1982 - 1983

Pasa un año en París con Sandra Fisher. Vende la casa de Sant Feliu. Muere el doctor Walter Kitaj.
- 1983

Se casa con Sandra Fisher.
- 1984

Nace su segundo hijo, Max.
- 1985

Se publica el primer estudio monográfico de la obra de Kitaj, escrito por Marco Livingstone.
- 1985 – 1995

Cinco universidades le nombran doctor honoris causa.
- 1989

Se publica el First Diasporist Manifesto de Kitaj, cuya versión alemana había aparecido en 1988 y que más adelante será traducido al húngaro. Sufre un infarto, y cae en una depresión al abandonar el uso prolongado de somníferos.
- 1994

Exposición retrospectiva en la Tate Gallery de Londres, que obtiene un éxito de público, pero es también objeto de feroces ataques críticos a los que el artista se referirá después como la “guerra de Tate”. Una retrospectiva de sus grabados tiene lugar simultáneamente en el Victoria and Albert Museum de la misma ciudad. La muestra de la Tate, que ese mismo año viajará a Los Angeles County Museum of Art, y el año siguiente al Metropolitan Museum of Art de Nueva York, será acogida con mucho más entusiasmo en los Estados Unidos. Mueren su madre y Sandra Fisher a las pocas semanas de la clausura de la retrospectiva de la Tate.
- 1995

Recibe el León de Oro de la Bienal de Venecia.
- 1996

Es nombrado Caballero de la Orden de las Artes y las Letras en París.
- 1997

Se presenta en la Ópera de Viena un gran retrato de Gustav Mahler, pintado por encargo. Cuarenta años después de su llegada a Inglaterra, se traslada con su hijo Max a vivir a Los Ángeles, donde ya residían Lem y su familia.
- 1998

Retrospectiva en el Astrup Fearnley Museet for Moderne Kunst de Oslo, que itinerará al Museo Nacional Centro de Arte Reina Sofía de Madrid (su primera exposición institucional en España), al Jüdisches Museum der Stadt Wien de Viena y al Sprengel Museum de Hanover.
- 2000

R. B. Kitaj: How to Reach 67 in Jewish Art. 100 pictures, su exposición de mayor envergadura después de la retrospective organizada en 1998, se presenta en las galerías Marlborough de Madrid y Nueva York.
- 2001

Empieza a redactar sus “confesiones”, How to Reach x Years in Jewish Art. La National Gallery de Londres acoge su primera exposición en Inglaterra desde la retrospectiva de la Tate en 1994, Kitaj in The Aura of Cézanne and Other Masters. 
- 2003

Se presenta en galería L. A. Louver Los Angeles Pictures, la primera exposición individual de su obra en Los Ángeles desde que se estableciera en la ciudad en 1997.

## Premios
- 1999 Doctor honoris causa, Spertus College, Chicago, Illinois, Estados Unidos
- 1997 Wollaston Award - mejor pintura en la exposición de verano, Royal Academy of Arts, Londres, Inglaterra
- 1996 Chevalier des Arts et des Lettres, República Francesa, París, Francia
- 1996 Doctor honoris causa, Universidad de Durham, Stockton-on-Tees, Inglaterra
- 1995 León de Oro por pintura, Bienal de Venecia, Venecia, Italia
- 1995 Doctor honoris causa, California College of Arts, Oakland, California, Estados Unidos
- 1991 Doctor honoris causa, Royal College of Art, Londres, Inglaterra
- 1985 Elegido para la Real Academia de Arte, Londres, Inglaterra
- 1982 Elegido para la Academia Estadounidense de las Artes y las Letras, Nuevo York, Estados Unidos
- 1982 Doctor honoris causa, Universidad de Londres, Londres, Inglaterra
- 1978 Artista en Residencia, Dartmouth College, Hanover, Nuevo Hampshire, Estados Unidos (hasta 1979)

## Bienales
- 1986 Origins, Originality & Beyond, The Biennale of Sydney 1986, Sydney, Australia
- 1974 Fourth British International Print Biennale, Bradford, England
- 1972 Third British International Print Biennale, Bradford, England
- 1970 La Biennale de Venezia, XXXV Espozisione Internazionale d’Arte, Venice, Italy
- 1969 British International Print Biennale, Bradford, England
- 1968 6th International Biennale of Prints, Tokyo, Japan. traveled to National Museum of Modern Art, Kyoto, Japan
- 1964 La Biennale de Venezia, XXXII Espozisione Internazionale d’Arte, Venice, Italy
- 1986 Origins, Originality & Beyond, The Biennale of Sydney 1986, Sydney, Australia
- 1974 Fourth British International Print Biennale, Bradford, England
- 1972 Third British International Print Biennale, Bradford, England
- 1970 La Biennale de Venezia, XXXV Espozisione Internazionale d’Arte, Venice, Italy
- 1969 British International Print Biennale, Bradford, England
- 1968 6th International Biennale of Prints, Tokyo, Japan. traveled to National Museum of Modern Art, Kyoto, Japan
- 1964 La Biennale de Venezia, XXXII Espozisione Internazionale d’Arte, Venice, Italy

## Exposiciones individuales
- 2012 R.B. Kitaj, Galería Marlborough, Madrid, Spain.
- 2011 Kitaj: Portraits and Reflections, Abbot Hall Art Gallery, Lakeland Arts Trust, Kendal, Cumbria, United Kingdom.
- 2010 - 2011 R.B. Kitaj’s Covers for a Small Library, Los Angeles County Museum of Art, Los Angeles, California, United States.
- 2008 R.B. Kitaj: Little Pictures, Marlborough Gallery, New York, New York, United States.
- 2007 - 2008 Portrait of a Jewish Artist: R. B. Kitaj in Word and Image, organized by the UCLA Center for Jewish Studies, Charles E. Young Research Library, Los Angeles, California, United States.
- 2007 R.B Kitaj: Passion and Memory: Jewish Works from his Personal Collection, Skirball Cultural Center, Los Angeles, California, United States.
- 2006 Kitaj: Little Pictures, Marlborough Fine Art, London, England.
- 2005 R.B. Kitaj: How to Reach 72 in Jewish Art, Marlborough Gallery, New York, New York, United States.
- 2004 Kitaj - Retrato de un Hispanista, Museo de Bellas Artes de Bilbao, Bilbao, Spain.
- 2003 R. B. Kitaj: Los Angeles Pictures, 1998-2003, L.A. Louver Gallery, Venice, California, United States.
- 2002 R. B. Kitaj - A Survey of his Printmaking, 1964-2001, Abbot Hall Art Gallery, Kendal, England.
- 2001 - 2002 Kitaj - In the Aura of Cézanne and Other Masters, National Gallery, London, England.
- 2000 R.B. Kitaj - How to Reach 67 in Jewish Art, Galería Marlborough, Madrid, Spain. traveled to Marlborough Gallery, New York, New York, United States.
- 1998 R.B. Kitaj - An American in Europe, Astrup Fearnley Museum, Oslo, Norway. traveled to Museo Nacional Centro de Arte Reina Sofía, Madrid, Spain; Jüdisches Museum der Stadt Wien, Vienna, Austria; Sprengel Museum, Hannover, Germany.
- 1996 Sandra Two, FIAC, Espace Eiffel Branly, Paris, France.
- 1994 - 1995 R.B. Kitaj - Recent Pictures, Marlborough Fine Art, London, England.
- 1994 - 1995 Retrospective Exhibition, Tate Gallery, London, England. traveled to Los Angeles County Museum of Art, Los Angeles, California, United States; The Metropolitan Museum of Art, New York, New York, United States.
- 1990 - 1991 R.B. Kitaj - Mahler Becomes Politics, Beisbol, Hamburger Kunsthalle, Hamburg, Germany.
- 1986 R.B. Kitaj, Marlborough Gallery, New York, New York, United States.
- 1985 R.B. Kitaj, Marlborough Fine Art, London, England.
- 1981 R. B. Kitaj, Hirshhorn Museum and Sculpture Garden, Smithsonian Institution, Washington D. C., United States. traveled to Cleveland Museum of Art, Cleveland, Ohio, United States; Städtische Kunsthalle, Düsseldorf, Germany.
- 1980 Kitaj - Pastels and Drawings, Marlborough Fine Art, London, England.
- 1979 R.B. Kitaj: Fifty Drawings and Pastels, Six Oil Paintings, Marlborough Gallery, New York, New York, United States.
- 1978 R.B. Kitaj, Beaumont Mayo-Gallery, Hopkins Center, Hanover, New Hampshire, United States.
- 1978 R.B. Kitaj, FIAC, Grand Palais, Paris, France.
- 1977 R.B. Kitaj - Graphics, Icon Gallery, Birmingham, England.
- 1977 R.B. Kitaj - Pictures/Bilder, Marlborough Fine Art, London, England. traveled to Marlborough Galerie, Zürich, Switzerland
- 1976 R.B. Kitaj - Mala Galerija, Mala Galerija, Ljubljana, Yugoslavia.
- 1976 R.B. Kitaj : The rash Act A, B1, B1, B3, Petersburg Press, New York, New York, United States.
- 1975 R.B. Kitaj - Pictures, New 57 Gallery, Edinburgh, Scotland.
- 1975 R.B. Kitaj: Lithographs, Petersburg Press, New York, New York, United States.
- 1974 R.B. Kitaj: Pictures, Marlborough Gallery, New York, New York, United States.
- 1973 R.B. Kitaj - In Our Time, Mappenwerk und Grafik aus den Jahren 1969-1973, Amerika Haus, Berlin, Germany.
- 1971 Kitaj, Graphics Gallery, San Francisco, California, United States.
- 1970 R. B. Kitaj, Overbeck Gesellschaft, Lübeck, Germany. traveled to Städtisches Kunstmuseum, Bonn, Germany; Kestner Gesellschaft, Hannover, Germany; Museum Boymans van Beuningen, Rotterdam, The Netherlands; Marlborough New London Gallery, London, England.
- 1969 R.B. Kitaj - Complete Graphics 1963-1969, Galerie Mikro, Berlin, Germany. traveled to Württembergischer Kunstverein, Stuttgart, Germany; Galerie van de Loo, Munich, Germany; Galerie Niepel, Düsseldorf, Germany.
- 1967 Kitaj - Tekeningen en Seriegrafiën, Stedelijk Museum, Amsterdam, The Netherlands.
- 1967 R.B. Kitaj, University of California, Berkeley, California, United States.
- 1967 Work of Ron Kitaj, Cleveland Museum of Art, Cleveland, Ohio, United States.
- 1965 R.B. Kitaj: Paintings, Marlborough-Gerson Gallery, New York, New York, United States.
- 1965 R.B. Kitaj: Paintings and Prints, Los Angeles County Museum of Art, Los Angeles, California, United States.
- 1963 R.B. Kitaj: Pictures with Commentary, Pictures without Commentary, Marlborough New London Gallery, London, England.

## Exposiciones colectivas
- 2011 New Acquisition: Grotto of Curatorial Mysteries, Leslie Sacks Fine Art, Los Angeles, California, United States.
- 2011 Summer Group Exhibition, Marlborough Gallery, New York, New York, United States.
- 2009 Cherchez la femme, Nieves Fernández, Madrid, Spain.
- 2009 Compass in Hand: Selections from The Judith Rothschild Foundation Contemporary Drawings Collection, The Museum of Modern Art, New York, New York , United States.
- 2009 Summer Exhibition, Marlborough Gallery, New York, New York, United States.
- 2008 Group Show, Marlborough Monaco, Monte Carlo, Monaco.
- 2008 - 2009 Passioniert Provokativ, Pinkakothek der Moderne, Munich, Germany.
- 2008 Summer Exhibition, Marlborough Fine Art, London, England.
- 2007 Paintings and Sculpture, Marlborough Gallery, New York, New York, United States.
- 2007 Summer Exhibition, Marlborough Gallery, New York, New York, United States.
- 2006 Summer Group Show, Marlborough Gallery, New York, New York, United States.
- 2005 Drawn to Cleveland, Museum of Contemporary Art, Cleveland, Ohio, United States.
- 2005 Landscapes, Cityscapes, Marlborough Gallery, New York, New York, United States.
- 2005 Modern Masters, Marlborough Fine Art, London, England.
- 2000 Elogio de lo Visible: 27 artistas en torno a la figuración, Galería Marlborough, Madrid, Spain.
- 2000 Encounters: New Art from Old, National Gallery, London, England.
- 2000 Paintings, Marlborough Gallery, New York, New York, United States. Marlborough Monaco, Monte-Carlo, Monaco.
- 1999 Portrait of a City: Seven Figurative Painters from London, John Berggruen Gallery, San Francisco, California, United States.
- 1998 Leon Golub, R.B. Kitaj, Irving Petlin, Kent Gallery, New York, New York, United States.
- 1998 Pop Art Spirits: Masterpieces from the Ludwig Collection, Sezon Museum of Art, Tokyo, Japan. Himeji Museum of Art, Hyogo, Japan.
- 1998 - 1999 School of London, Fondation Dina Vierny-Musée Maillol, Paris, France. Auditorio de Galicia, Santiago, Chile; Kunst Haus Wien, Vienna, Austria.
- 1997 Art 1997 Chicago: 5th Annual Expo of International Galleries Featuring Modern and Contemporary Art, Navy Pier, Chicago, Illinois, United States.
- 1997 Cityscapes, Marlborough Gallery, New York, New York, United States.
- 1997 Icon/Iconoclast, Marlborough Chelsea, New York, New York, United States.
- 1997 Summer Exhibition at the Royal Academy, Royal Academy of Arts, London, England.
- 1996 From London, Fundación Caixa de Catalunya, Barcelona, Spain.
- 1996 Su Carta (On Paper), Galleria d'Arte il Gabbiano, Rome, Italy.
- 1993 Obra Reciente, Arikha, Auerbach, Kitaj, Galería Marlborough, Madrid, Spain.
- 1991 The Absent Presence, The Uninhabited Interior in 19th and 20th Century British Art, Graves Art Gallery, Sheffield, England. Geffrye Museum, London, England.
- 1991 The Marlborough Gallery Re-opening Exhibition, Marlborough Fine Art, London, England.
- 1990 Chagall to Kitaj, Jewish Experience in 20th Century Art, Barbican Art Gallery, London, England.
- 1989 Blasphemies Ecstasies Cries, Serpentine Gallery, London, England.
- 1989 Important Works on Paper, The Lefevre Gallery, London, England.
- 1989 Master Drawings 1859-1989, Janie C. Lee Gallery, New York, New York, United States.
- 1989 New Paintings, Auerbach, Bacon and Kitaj, Marlborough Fine Art, London, England.
- 1989 School of London, Works on Paper, Odette Gilbert Gallery, London, England.
- 1989 When we were Young, Children and Childhood in British Art 1880-1989, City Art Centre, Edinburgh, Scotland.
- 1988 - 1989 100 Years of Art in Britain, an exhibition to celebrate the Centenary of Leeds City Art Gallery, Leeds, England.
- 1988 Die Spur des Anderen, Heine Haus, Hamburg, Germany.
- 1988 Golem, Danger, Deliverance and Art, Jewish Museum, New York, New York, United States.
- 1988 Master Drawings 1877-1987, Janie C. Lee Gallery, New York, New York, United States.
- 1988 Mother and Child, Exhibition at the Lefevre Gallery in aid of Birthright, London, England. Marlborough Gallery, New York, New York, United States.
- 1988 - 1989 Revelations, Drawing/America, organized by the Arkansas Arts Center, Little Rock, Arkansas, United States. traveled to Umjetnicka, Galerija Bosne I Hercegovine, Sarajevo, Yugoslavia; Moderna Galerija, Ljubljana, Yugoslavia; Galerija Josip Bepo Benkovic, Herceg Novi, Yugoslavia; Museo de Arte Contemporáneo, Seville, Spain; Washington Irving Center, Madrid, Spain; Grand Palais, Paris, France.
- 1987 A School of London: Six Figurative Painters, Kunsternes Hus, Oslo, Norway. touring to Louisiana Museum of Modern Art, Humlebæk, Denmark; Museo d'Arte Moderna Ca'Pesaro, Venice, Italy; Kunstmuseum Düsseldorf, Düsseldorf, Germany (British Council Exhibition).
- 1987 Art History. Artists look at Contemporary Britain, Hayward Gallery, London, England.
- 1987 Art of our Time: The Saatchi Collection, Royal Scottish Academy, Edinburgh, Scotland.
- 1987 British Art in the 20th Century, Royal Academy of Arts, London, England.
- 1987 Pop Art, USA-UK, Odakyu Grand Gallery, Tokyo, Japan. Daimaru Museum, Osaka, Japan; The Funabashi Seibu Museum of Art, Funabashi, Japan; Sogo Museum of Art, Yokohama, Japan.
- 1987 Recent Works, Marlborough Gallery, New York, New York, United States.
- 1986 - 1987 The Foundation Veranneman invites Marlborough, The Foundation Veranneman, Kruishoutem, Belgium.
- 1985 A Singular Vision - Paintings of the Figure by Contemporary British Artists, Royal Albert Memorial Museum, Exeter, England. Milton Keynes Exhibition Gallery, Buckinghamshire, England; Atkinson Art Gallery, Southport, Merseyside, England; Laing Art Gallery, Newcastle upon Tyne, England; Cooper Gallery, Barnsley, England; South London Art Gallery, Peckham, London, England.
- 1985 - 1986 In their Circumstances, an exhibition selected by Timothy Hyman, Usher Gallery, Lincoln, England. Ashley Gallery, Epsom, England; Peterborough Museum and Art Gallery, Peterborough, England; Crawford Centre for the Arts, University of St. Andrews, St. Andrews, Scotland; Scott Gallery, Pendle College, University of Lancaster; Pendle, England; Ferens Art Gallery, Kingston upon Hull, England.
- 1985 - 1986 Rocks and Flesh, an argument for British Drawing selected by Peter Fuller, Norwich School of Art Gallery, Norwich, England. The Winchester Gallery, Winchester, England; Newcastle Polytechnic Gallery, Newcastle, England; Royal Albert Memorial Museum, Exeter, England.
- 1985 - 1986 Vom Zeichnen - Aspekte der Zeichnung 1960-1985, Frankfurter Kunstverein, Frankfurt, Germany. Kasseler Kunstverein, Kassel, Germany; Museum Moderner Kunst, Vienna, Austria.
- 1984 A Circle: Portraits and Self Portraits by Arikha, Auerbach, Kitaj, Freud, Marlborough Graphics, New York, New York, United States.
- 1984 Drawings 1974-1984, Hirshhorn Museum and Sculpture Garden, Washington, D.C., United States.
- 1984 International Masters of Contemporary Figuration, Marlborough Fine Art, Tokyo, Japan.
- 1984 The British Art Show - Old Allegiances and New Directions 1979-1984, organized by Arts Council of Great Britain, City of Birmingham Museum and Art Gallery, Birmingham, England. Ikon Gallery, Birmingham, England; Royal Scotttish Adacemy, Edinburgh, Scotland; Mappin Art Gallery, Sheffield, England; Southampton Art Gallery, Southampton, England.
- 1984 The Nude: Approaches through Drawing, Herbert Art Gallery, Coventry, England. traveled to Usher Gallery, Lincoln, England; Harris Museum and Art Gallery, Preston, England; Flint Gallery, Walsall, England; Central Museum, Northampton, England.
- 1984 The Proper Study - Contemporary Figurative Paintings from Britain, organized by Arts Council of Great Britain, The Lalit Kala Akademi, Delhi, India. Jehangir Nicholson, Museum of Modern Art National Centre for Performing Arts, Bombay, India.
- 1984 Twentieth Century American Drawings from the Arkansas Arts Center Foundation Collection, Arkansas Arts Center, Little Rock, Arkansas, United States.
- 1983 'Fiftienth Birthday Choice'. A tribute to Edward Lucie Smith, Leinster Fine Art, London, England.
- 1983 A Heritage Renewed, University Art Museum, Santa Barbara, California, United States. Oklahoma Art Center, Oklahoma City, Oklahoma, United States; Elvehjem Museum of Art, University of Wisconsin, Madison, Wisconsin, United States; Colorado Springs Fine Arts Center, Colorado Springs, Colorado, United States.
- 1983 Acquisition Priorities: Aspects of Postwar Painting in Europe, The Solomon R. Guggenheim Museum, New York, New York, United States.
- 1983 The Male Nude: A Classic Concept - A Modern View, Homeworks, London, England.
- 1983 The Signature Collection Self Portraits by International Artists 1983 in the Medium of Make up Sponsored and Presented by 'Charles of the Ritz' In Aid of "The Save the Children Fund", Christie's, London, England.
- 1983 Works on Paper by: Arikha, Botero, Bravo, Grooms, Katz, Kitaj, López García, Petlin, Rivers, Welliver, Marlborough Gallery, New York, New York, United States.
- 1982 Exhibition of work by newly elected members and recipients of honours and awards, American Academy and Institute of Arts and Letters, New York, New York, United States.
- 1982 Important Paintings by Avigdor Arikha, Frank Auerbach, Francis Bacon, Balthus, Fernando Botero, Claudio Bravo, Lucian Freud, Alberto Giacometti, David Hockney, R.B. Kitaj, Antonio López García, Pablo Picasso, Marlborough Gallery, New York, New York, United States.
- 1982 Portraits et Figures, Galerie Beyeler, Basel, Switzerland.
- 1982 The Michael and Dorothy Blankfort Collection, Los Angeles County Museum of Art, Los Angeles, California, United States.
- 1981 A New Spirit in Painting, Royal Academy of Arts, London, England.
- 1981 Artist in Focus, International Association of Art, UNESCO, Paris Groups IV, Waddington Gallery, London, England.
- 1981 Drawings and Watercolours by 13 British Artists, Marlborough Fine Art, London, England.
- 1981 Drawings from Georgia Collections: 19th and 20th Centuries, High Museum of Art, Atlanta, Georgia, United States. traveled to Georgia Museum of Art, Athens, Georgia, United States.
- 1981 Nudes, Angela Flowers Gallery, London, England.
- 1981 Obra gráfica británica, Fundación Joan Miró, Barcelona, Spain.
- 1980 20 American Artists, San Francisco Museum of Modern Art, San Francisco, California, United States.
- 1980 Kelpra Studio: An Exhibition to Commemorate the Rose and Chris Prater Gift, Tate Gallery, London, England.
- 1980 The Artist's Eye: An Exhibition Selected by R.B. Kitaj, National Gallery, London, England.
- 1980 The First Twenty Years of the Scottish National Gallery of Modern Art, Scottish National Gallery of Modern Art, Edinburgh, Scotland.
- 1979 20th Century Portraits, National Portrait Gallery, London, England.
- 1979 Lives: An Exhibition of Artists Whose Work is Based on Other People's Lives, Serpentine Gallery, London, England.
- 1979 Narrative Paintings, Arnolfini, Bristol, England.
- 1979 SI/25: A Sports Illustrated Retrospective, Spectrum Fine Art, New York, New York, United States.
- 1979 This Knot of Life: Paintings and Drawings by British Artists, L.A. Louver Gallery, Venice, California, United States.
- 1979 Verbiage: An exhibition of Words, Cambridge University, Kettle's Yard, Cambridge, England.
- 1978 The Mechanical Image: An Historical Perspective on 20th Century Prints, Arts Council of Great Britain, traveled to Portsmouth City Museum and Art Gallery, Portsmouth, England. Graves Art Gallery, Sheffield, England; Ferens Art Gallery, Kingston upon Hull, England; Camden Arts Centre, London, England; Hatton Gallery, University of Newcastle upon Tyne, Newcastle upon Tyne, England; Aberdeen Art Gallery and Museum, Aberdeen, Scotland; Ulster Museum, Belfast, Ireland.
- 1977 1977 Hayward Annual, Hayward Gallery, London, England.
- 1977 British Painting 1952-1977, Royal Academy of Arts, London, England.
- 1977 Englische Kunst der Gegenwart, Bregenz Künstlerhaus, Palais Thurn und Taxis, Frankfurt, Germany.
- 1977 Papier sur nature: Festival d'automne à Paris 77, Fondation Nationale pour les Arts Graphiques et Plastiques, Paris, France.
- 1976 Arte inglese oggi 1960-76, Palazzo Reale, Milan, Italy.
- 1976 John Moores Liverpool Exhibition 10, Walker Art Gallery, Liverpool, England.
- 1976 Peter Blake, Richard Hamilton, David Hockney, R.B. Kitaj, Eduardo Paolozzi, Museum Boymans van Beuningen, Rotterdam, The Netherlands.
- 1976 Petersburg Press, Sélections d'oeuvres des années 1968-75, Galerie de France, Paris, France.
- 1976 Pop Art in England: Anfänge einer neuen Figuration 1947 63/ Beginnings of a New Figuration 1947 -63, Kunstverein in Hamburg, Hamburg, Germany. traveled to Städtische Galerie im Lenbachhaus, Munich, Germany; York City Art Gallery, York, England.
- 1976 Recent Work: Arikha, Auerbach, Bacon, Botero, Genoves, Grooms, Katz, Kitaj, Lopez Garcia, Rivers, Marlborough Gallery, New York, New York, United States.
- 1976 Summer Exhibition: Important Works by Contemporary Artists, Marlborough Fine Art, London, England.
- 1976 - 1978 The Human Clay: An Exhibtion Selected by R.B. Kitaj, Hayward Gallery, London, England. circulated by the Arts Council of Great Britain and the British Council; traveled to Gardner Centre Gallery, University of Sussex, Brighton, England; Preston Polytechnic, Preston, England; Leeds Polytechnic, Leeds, England; Middlesborough Art Gallery, Middlesborough, England; Scottish National Gallery of Modern Art, Edinburgh, Scotland; Carlisle Museum and Art Gallery, Carlisle, England; Derby Museum and Art Gallery, Derby, England; Ikon Gallery, Birmingham, England; Bangor Museum and Art Gallery, University College of North Wales, Bangor, Wales; Herbert Art Gallery and Museum, Coventry, England; Sainsbury Centre for Visual Arts, University of East Anglia, Norwich, England; Palais des Beaux Arts, Charleroi, Belgium; Provinciaal Museum, Haaselt, Belgium.
- 1975 Basel Art Fair 1975: Dine, Johns, Kitaj, Hockney, Moore..., Petersburg Press, New York, New York, United States.
- 1975 Drawings of People An exhibiton of drawings selected for the Arts Council by Patrick George, Arts Council of Great Britain, London, England.
- 1975 European Painting in the Seventies: New Work by Sixteen Artists, Los Angeles County Museum of Art, Los Angeles, California, United States. traveled to St. Louis Art Museum, St. Louis, Missouri, United States; Elvehjem Art Center, Madison, Wisconsin, United States.
- 1975 The British are Coming! Contemporary British Art, De Cordova Museum, Lincoln, Massachusetts, United States.
- 1974 British Painting '74, Hayward Gallery, London, England.
- 1974 Contemporary British Painters and Sculptors, Lefevre Gallery, London, England.
- 1974 Masterpieces of the 19th and 20th Centuries, Marlborough Fine Art, London, England.
- 1974 Mini retrospective of Graphics by Eduardo Paolozzi, Victor Pasmore, Tom Phillips, R. B. Kitaj, Fünfte Internationale Kunstmesse Basel, Basel, Germany.
- 1973 - 1974 A Selection of American and European Paintings from the Richard Brown Baker Collection, San Francisco Museum of Art, San Francisco, California, United States. traveled to Institute of Contemporary Art, University of Pennsylvania, Philadelphia, Pennsylvania, United States.
- 1973 Amerikanische und englische Graphik der Gegenwart, Staatsgalerie Stuttgart, Stuttgart, Germany.
- 1973 Dine, Kitaj, Cincinnati Art Museum, Cincinnati, Ohio, United States.
- 1973 Hommage à Picasso, Nationalgalerie, Berlin, Germany.
- 1973 Selected European Masters of the 19th and 20th Centuries, Marlborough Fine Art, London, England.
- 1973 Selection 3: Contemporary Graphics from the Museum's Collection, Rhode Island School of Design, Providence, Rhode Island, United States.
- 1972 Amerikanische Graphik seit 1960, Büdner Kunsthaus, Chur, Germany. traveled to Kunstverein Solothurn, Solothurn, Switzerland; Musée d'Art et Histoire, Geneva, Switzerland; Kunsthaus Aarau, Aarau, Switzerland; Ulmer Museum, Ulm, Germany; Städelsches Kunstinstitut, Frankfurt, Germany; Kunsthalle Bremen, Bremen, Germany; Kunsthalle Basel, Basel, Switzerland.
- 1972 Contemporary Art: The Collection of Dr. and Mrs. Joseph Gosman, University of Michigan Museum of Art, Ann Arbor, Michigan, United States.
- 1971 1971 Expo Stedelijk, Ateneumin Taidemuseo, Helsinki, Finland.
- 1971 Celebrate Ohio, Akron Art Institute, Akron, Ohio, United States.
- 1971 - 1972 De Metamorfose van het Object: Kunst en anti Kunst 1910-1970, Musées Royaux des Beaux Arts de Belgique, Brussels, Belgium. traveled to Museum Boymans van Beuningen, Rotterdam, The Netherlands; Nationalgalerie, Berlin, Germany; Palazzo Reale, Milan, Italy; Kunsthalle Basel, Basel, Switzerland; Musée des Arts Décoratifs, Paris, France; Art and Technology, Los Angeles County Museum of Art, Los Angeles, California, United States.
- 1971 Graphik der Welt; Internationale Druckgraphik der letzten 25 Jahre, Kunsthalle, Nuremberg, Germany.
- 1971 Kunst des 20. Jahrhunderts, Städtische Kunsthalle Düsseldorf, Düsseldorf, Germany.
- 1971 Oversize Prints, Whitney Museum of American Art, New York, New York, United States.
- 1971 Silkscreen: History of a Medium, Philadelphia Museum of Art, Philadelphia, Pennsylvania, United States.
- 1971 Stedelijk '60 '70: Les collections 1960-1970, Palais des Beaux Arts, Brussels, Belgium. Art étranger.
- 1971 The Artist as Adversary: Works from the Museum Collection, Museum of Modern Art, New York, New York, United States.
- 1971 Vår tids scenbilde, Sonja Henie og Niels Onstads Kunstsenter, Høolvikodden, Norway.
- 19703 - ∞: New Multiple Art, Whitechapel Art Gallery, London, England.
- 1970 Contemporary British Art, National Museum of Modern Art, Tokyo, Japan.
- 1970 Inaugural Exhibition: 19th and 20th Century Art from Collections of Alumni and Friends, Elvehjem Art Center, University of Wisconsin, Madison, Wisconsin, United States.
- 1970 Kelpra Prints, Hayward Gallery, London, England.
- 1970 Keuze uit de Verzameling van het Stedelijk Museum, Stedelijk Museum, Amsterdam, The Netherlands.
- 1970 Kunst und Politik, Badischer Kunstverein, Karlsruhe, Germany.
- 1970 Pop Art, Nieuwe Figuratie, Nouveau réalisme, Gemeentelijk Casino, Knokke, Belguim.
- 1970 Zeitgenossen: Das Gesicht unserer Gesellschaft im Spiegel der heutigen Kunst, Städtische Kunsthalle Recklinghausen, Recklinghausen, Germany.
- 1969 109 Obras de Albright Knox-Art Gallery, Museo Nacional de Bellas Artes, Buenos Aires, Argentina.
- 1969 A Selection of 20th Century British Art, Cunard, Marlborough London Gallery, on board "Queen Elizabeth II".
- 1969 Ars '69, Ateneumin Taidemuseo, Helsinki, Finland. traveled to Nykytaiteen Museo and Tampereen Taidemuseo, Tampere, Finland.
- 1969 - 1970 Arts Council Collection 1967-68: Paintings Bought by Alan Bowness and Robyn Denny, traveled to Birmingham Museum and Art Gallery, Birmingham, England. Laing Art Gallery and Museum, Newcastle, England; Museum of Modern Art, Oxford, England; City of Bristol Museum and Art Gallery, Bristol, England; Southampton City Art Galleries and Museum, Southampton, England; Oldham Art Galleries and Museum, Oldham, England; Winchester School of Art, Winchester, England; Reading Museum and Art Gallery, Reading, England; Royal Albert Memorial Museum, Exeter; England; Royal Institution of Cornwall County Museum and Art Gallery, Truro, England; Art Gallery and Museum, Folkstone, England; Castle Museum, Norwich, England; Gordon Mayonard Gallery, Welwyn Garden City, England; Huddersfield Art Gallery, Huddersfield, England; Nottingham University Art Gallery, Nottingham, England; City Art Gallery, York, England.
- 1969 Grafiek van Gene Davis, R.B. Kitaj, E. Paolozzi, Museum Boymans van Beuningen, Rotterdam, The Netherlands.
- 1969 Information: Tilson, Phillips, Jones, Paolozzi, Kitaj, Hamilton, Kunsthalle Basel, Basel, Switzerland.
- 1969 Mednarodna graficna Razstava, Moderne Galerija, Ljubljana, Yugoslavia.
- 1969 Pop Art, Hayward Gallery, London, England.
- 1969 The Gosman Collection: Forty five Paintings from the Collection of Dr. & Mrs. Joseph Gosman of Toledo, Ohio, Art Gallery, University of Pittsburg Department of Fine Arts, Pittsburgh, Pennsylvania, United States.
- 1968 American Paintings on the Market V, Cincinnati Art Museum, Cincinnati, Ohio, United States.
- 1968 Ars multiplicate: Verfielfältige Kunst seit 1945, Kunsthalle, Cologne, Germany.
- 1968 Autumn Peintres Européens d'aujourd'hui, Musée des Arts Décoratifs, Paris, France.
- 1968 British Printmakers, Konstfrämjandet, Stockholm, Sweden.
- 1968 Critici Kiezen Grafiek, Gemeentemuseum, The Hague, The Netherlands.
- 1968 Documenta Internationale Ausstellung, Galerie an der Schönen Aussicht, Museum Fridericianum, Orangerie im Auepark, Kassel, Germany.
- 1968 From Kitaj to Blake: Non Abstract Artists in Britain, Bear Lane Gallery, Oxford, England.
- 1968 Graphik des XX Jahrhunderts: Neuerwerbungen des Berliner Kupferstichkabinetts 1958-68, Berliner Kupferstichkabinetts, Berlin, Germany.
- 1968 Junge Generation Großbritannien, Akademie der Künste, Berlin, Germany.
- 1968 Menschenbilder, Kunsthalle, Darmstadt, Germany.
- 1968 Paintings from the Albright-Knox Art Gallery, National Gallery of Art, Washington, D.C., United States.
- 1968 - 1970 Prints from London: Hamilton/Kitaj/Paolozzi/Tilson, Walker Art Center, Minneapolis, Minnesota, United States. traveled to Santa Barbara Museum of Art, California, United States; Akron Art Institute, Akron, Ohio, United States; J.B. Speed Art Museum, Louisville, Kentucky, United States; Colorado Springs Fine Arts Center, Colorado Springs, Colorado, United States; Krannert Art Museum, Champaign, Illinois, United States; Cranbrook Academy of Art/Museum, Bloomfield Hills, Michigan, United States.
- 1968 Recent Acquisistions 1968, Marlborough Fine Art, London, England.
- 1968 - 1969 Social Comment in America, Museum of Modern Art Traveling Exhibition; Lawrence University, Appleton, Wisconsin, United States. Andrew Dickson White Museum of Art, Cornell University, Ithaca, New York, United States; Museum of Art, Bowdoin College, Brunswick, Maine, United States; Bloomsburg State College, Bloomsburg, Pennsylvania, United States; College of Wooster, Wooster, Ohio, United States; Municipal University of Omaha, Omaha, Nebraska, United States; De Pauw University, Greencastle, Indiana, United States; Sloan Galleries of American Painting, Indiana-Valparaiso University, Valparaiso, Indiana, United States; Mankato State College, Mankato, Minnesota, United States; Britische Kunst Heute, Kunstverein, Hamburg, Germany.
- 1968 The Obsessive Image 1960-68, Institute of Contemporary Art, London, England.
- 1967 Aanwinsten uit het Stedelijk, Groninger Museum, Groningen, The Netherlands.
- 1967 Amerikanische Druckgraphik: Eine neue Formensprache, cirulated by the National Collection of Fine Art, Smithsonian Institution, Washington, D.C., United States.
- 1967 Annual Exhibition of Contemporary Painting, Whitney Museum of American Art, New York, New York, United States.
- 1967 Color, Image and Form: An Exhibition of Painting and Sculpture Presented by the Friends of Modern Art of the Founders Society, Detroit Institute of Arts, Detroit, Michigan, United States.
- 1967 Contemporary American Painting and Sculpture, Krannert Art Museum, Champaign, Illinois, United States.
- 1967 John Moores Liverpool Exhibition 6, Walker Art Gallery, Liverpool, England.
- 1967 Marlborough Graphics, Marlborough New London Gallery, London, England.
- 1967 Pictures to Be Read/Poetry to Be Seen, Museum of Contemporary Art, Chicago, Illinois, United States.
- 1967 Pittsburgh International Exhibition of Contemporary Painting and Sculpture, Museum of Art, Carnegie Institute, Pittsburgh, Pennsylvania, United States.
- 1967 Recent Acquisitions, Marlborough Fine Art, London, England.
- 1967 Recent British Painting: Peter Stuyvesant Foundation Collection, Tate Gallery, London, England.
- 1967 Visage de l'Homme dans l'Art Contemporain, Musée Rath, Geneva, Switzerland.
- 1966 Annual Exhibition of Contemporary Painting, Whitney Museum of American Art, New York, New York, United States.
- 1966 Englische Graphik, Galerie der Spiegel, Cologne, Germany.
- 1966 Erotic Art, Sidney Janis Gallery, New York, New York, United States.
- 1966 Five Americans in Britain, U.S.I.S., American Embassy, London, England.
- 1966 Nieuwe Stromigen in de Britse Grafiek, Museum Boymans van Beuningen, Rotterdam, The Netherlands.
- 1966 Seven Decades: 1895-1965, Crosscurrents in Modern Art, for the benefit of the Public Education Association, Cordier and Ekstrom, New York, New York, United States.
- 1966 The First Flint Invitiational, Flint Institute of Arts, Flint, Michigan, United States.
- 1965 John Moores, Liverpool Exhibition, Walker Art Gallery, Liverpool, England.
- 1965 La figuration narrative dans l'art contemporain, Galerie Raymond Creuze, Paris, France.
- 1965 Pick of the Pops, National Museum of Wales, Cardiff, Wales.
- 1965 Pop Art; Nieuwe Figuratie; Nouveau Réalisme, Palais des Beaux Arts, Brussels, Belgium.
- 1965 The English Eye, Marlborough-Gerson Gallery, New York, New York, United States.
- 1964 Britische Malerei der Gegenwart, Kunstverein für die Rheinlande und Westfalen, Düsseldorf, Germany.
- 1964 Contemporary and British Painting and Sculpture from the Collection of the Albright-Knox Art Gallery and Special Loans, Albright-Knox Art Gallery, Buffalo, New York, United States.
- 1964 Documenta III: Malerei Skulptur, Alte Galerie, Museum Fridericianum, Orangerie im Auepark, Kassel, Germany.
- 1964 Group Exhibition, Museo Nacional de Bellas Artes, Buenos Aires, Argentina.
- 1964 Guggenheim International Award 1964, Solomon R. Guggenheim Museum, New York, New York, United States. traveled to Honolulu Academy of Arts, Honolulu, Hawaii, United States; Akademie der Künste, Berlin, Germany; National Gallery of Canada, Ottowa, Canada; John and Mable Ringling Museum of Art, Sarasota, Florida, United States.
- 1964 Nieuwe Realisten, Haags Gemeentemuseum, The Hague, The Netherlands.
- 1964 Painting and Sculpture of a Decade 54 64, Tate Gallery, London, England.
- 1964 Pop, etc., Museum des 20. Jahrhunderts, Vienna, Austria.
- 1964 Study for an Exhibition of Violence in Contemporary Art, Institute of Contemporary Arts, London, England.
- 1964 The 1964 Pittsburgh International Exhibition of Contemporary Painting and Sculpture, Museum of Art, Carnegie Institute, Pittsburgh, Pennsylavia, United States.
- 1963 British Painting in the Sixties, Tate Gallery, London, England. Whitechapel Art Gallery, London, England.
- 1963 Dunn International: An Exhibition of Contemporary Painting Sponsored by the Sir James Dunn Foundation, Beaverbrook Art Gallery, Fredericton, New Brunswick, Canada.
- 1963 Group Exhibition, Laing Art Gallery, Newcastle, England. Municipal College of Art, Bournemouth, England.
- 1963 Group Exhibition, Whitechapel Art Gallery, London, England. Galerie Raymond Creuze, Paris, France.
- 1963 Premio internacional de pintura, Instituto Torcuato di Tella, Buenos Aires, Argentina.
- 1963 The John Moores Liverpool Exhibition, Walker Art Gallery, Liverpool, England.
- 1963 Towards Art?, Arts Council Gallery, Cambridge, England. traveled to Graves Art Gallery, Sheffield, England
- 1962 European Community Contemporary Painting, Exhibition Marzotto Award, Club Unione, Valdagno, Italy. traveled to Staatliche Kunsthalle, Baden Baden, Germany; Stedelijk van Abbemuseum, Eindhoven, Germany.
- 1962 Prizewinners of the John Moores Liverpool Exhibition 1961, Institute of Contemporary Art, London, England.
- 1961 Recent Developments in Painting IV, Arthur Tooth & Sons, London, England.
- 1961 The John Moores Liverpool Exhibition 1961, Walker Art Gallery, Liverpool, England.
- 1961 Young Contemporaries 1961, Royal College of Art, London, England.
- 1960 Young Contemporaries 1960, RBA Galleries, London, England.
- 1958 Young Contemporaries 1958, RBA Galleries, London, England.

## Colecciones públicas
- Akron Art Museum, Akron, Ohio, United States
- Albright-Knox Art Gallery, Buffalo, New York, United States
- Arkansas Art Center, Little Rock, Arkansas, United States
- Arts Council of England, London, England
- Ashmolean Museum of Art and Archaeology, Oxford, England
- Astrup Fearnley Museet for Moderne Kunst, Oslo, Norway
- Baltimore Museum of Art, Baltimore, Maryland, United States
- Birmingham Museums and Art Gallery, Birmingham, England
- British Council, London, England
- British Museum, London, England
- Centre National d’Art et de Culture Georges Pompidou, Paris, France
- Cincinnati Art Museum, Cincinnati, Ohio, United States
- Cleveland Museum of Art, Cleveland, Ohio, United States
- Collection Thyssen-Bornemisza, Madrid, Spain
- Detroit Historical Museum, Detroit, Michigan, United States
- Fondation du Judaisme Francaise, Paris, France
- Graves Art Gallery, Sheffield, England
- Hags Gemeentemuseum, The Hague, The Netherlands
- Hamburger Kunsthalle, Hamburg, Germany
- High Museum, Atlanta, Georgia, United States
- Israel Museum, Jerusalem, Israel
- Kemper Museum of Contemporary Art, Kansas City, Missouri, United States
- Kunstmuseum, Düsseldorf, Germany
- Laing Art Gallery, Newcastle-upon-Tyne, England
- Louisiana Museum of Modern Art, Humlebaek, Denmark
- Ludwig Collection, Aix-la-Chapelle, France
- Metropolitan Museum of Art, New York, New York, United States
- Michael and Dorothy Blankfort Collection at Los Angeles County Museum of Art, Los Angeles, California, United States
- Museo Nacional Centro de Arte Reina Sofia, Madrid, Spain
- Museo de la Solidaridad Salvador Allende, Santiago de Chile
- Museum Boijmans van Beuningen, Rotterdam, The Netherlands
- Museum Ludwig, Cologne, Germany
- Museum of Art, Providence, Rhode Island, United States
- Museum of Modern Art, New York, New York, United States
- Nasjonalgalleriet, Oslo, Norway
- National Gallery of Australia, Canberra, Australia
- National Museums and Galleries of Wales, Cardiff, Wales
- National Portrait Gallery, London, England
- Nationalgalerie Staatliche Museen, Berlin, Germany
- Orange County Museum of Art, Newport Beach, California, United States
- Pallant House, Chichester, England
- Royal Academy of Arts Gallery, London, England
- Royal College of Art, London, England
- Scottish National Gallery of Modern Art, Edinburgh, Scotland
- Silkeborg Kunstmuseum, Silkeborg, Denmark
- South African National Gallery, Cape Town, South Africa
- Sprengle Museum, Hannover, Germany
- Stedelijk Museum, Amsterdam, The Netherlands
- Stiftung Preussicher Kulturbesitz, Potsdam, Germany
- Swindon Museum and Art Gallery, Swindon, England
- Tate Gallery, London, England
- Toledo Museum of Art, Toledo, Ohio, United States
- University College, Oxford, England
- Walker Art Gallery, Liverpool, England
- Whitney Museum of American Art, New York, New York, United States
- Whitworth Art Gallery, Manchester, England
- Wiener Staatsoper, Vienna, Austria

## Encargos
- 1996 Commissioned portrait - Gustav Mahler, Vienna Opera, Vienna, Austria
- 1996 Commissioned portrait - President Bill Clinton, University College, Oxford, England

## Libros ilustrados
- 1985 Duncan, Robert, and R.B. Kitaj. A Paris Visit: Five Poems. New York: The Grenfell Press.

## Obra
- San Juan de la Cruz (1967)
- Pasionaria (1969)
- Primo (1969)
- En Cataluña (1975)
- Cristo catalán (pretendiendo estar muerto) (1976)
- If not, not (1975-1976)

En España hay obras suyas en el Thyssen de Madrid y el Museo de Bellas Artes de Bilbao.